# Liste britischer Komponisten klassischer Musik
Dies ist ein alphabetische Liste britischer Komponisten klassischer Musik. Sie umfasst englische, schottische und walisische Komponisten.

## A
- Richard Addinsell (1904–1977)
- John Addison (1920–1998)
- Thomas Adès (* 1971)
- Kenneth J. Alford (1881–1945)
- William Alwyn (1905–1985)
- Geoffrey Álvarez (* 1961)
- Julian Anderson (* 1967)
- Denis ApIvor (1916–2004)
- Malcolm Archer (* 1952)
- Thomas Arne (1710–1778)
- Richard Arnell (1917–2009)
- Sir Malcolm Arnold (1921–2006)
- Ivor Atkins (1869–1953)
- Frederic Austin (1872–1952)
- Charles Avison (1709–1770)

## B
- William Babell (1689/90–1723)
- Francis Baines (1917–1999)
- Edgar Bainton (1880–1956)
- Christopher Ball (* 1936)
- Granville Bantock (1868–1946)
- Richard Barrett (* 1959)
- Stanley Bate (1911–1959)
- Sir Arnold Bax (1883–1953)
- Sally Beamish (* 1956)
- David Bedford (1937–2011)
- Luke Bedford (* 1978)
- George Benjamin (* 1960)
- Richard Rodney Bennett (1936–2012)
- Sir William Sterndale Bennett (1816–1875)
- Lennox Berkeley (1903–1989)
- Michael Berkeley (* 1948)
- Lord Berners (1882–1950)
- Ronald Binge (1910–1979)
- Harrison Birtwistle (1934–2022)
- Sir Arthur Bliss (1891–1975)
- John Blow (1649–1708)
- Capel Bond (1730–1790)
- Rutland Boughton (1878–1960)
- York Bowen (1884–1961)
- William Boyce (1711–1779)
- Charlotte Bray (* 1982)
- Havergal Brian (1876–1972)
- Frank Bridge (1879–1941)
- Benjamin Britten (1913–1976)
- David Bruce (* 1970)
- Gavin Bryars (* 1943)
- John Bull (1562/63–1628)
- Geoffrey Burgon (1941–2010)
- Keith Burstein (* 1957)
- Alan Bush (1900–1995)
- Geoffrey Bush (1920–1998)
- Arthur Butterworth (1923–2014)
- George Butterworth (1885–1916)
- William Byrd (1538/43–1623)

## C
- Thomas Campion (1567–1620)
- Cornelius Cardew (1936–1981)
- Doreen Carwithen (1922–2003)
- Robert Carver (um 1485 – um 1570)
- Bob Chilcott (* 1955)
- Erik Chisholm (1904–1965)
- Pete Churchill (* 1961)
- Jeremiah Clarke (um 1674–1707)
- Nigel Clarke (* 1960)
- Rebecca Clarke (1886–1979)
- Frederic Cliffe (1857–1931)
- Eric Coates (1886–1957)
- Julian Cochran (* 1974)
- Samuel Coleridge-Taylor (1875–1912)
- Arnold Cooke (1906–2005)
- Benjamin Cooke (1734–1793)
- Deryck Cooke (1919–1976)
- Frederic Hymen Cowen (1852–1935)
- Harold Craxton (1885–1971)
- William Croft (1678–1727)
- William Crotch (1775–1847)
- Joe Cutler (* 1968)
- Francis Cutting (um 1550–1595/96)

## D
- Christian Darnton (1905–1981)
- Sir Peter Maxwell Davies (1934–2016)
- Sir Henry Walford Davies (1869–1941)
- Frederick Delius (1862–1934)
- Stephen Dodgson (1924–2013)
- James Douglas (* 1932)
- John Dowland (1563–1626)
- Andrew Downes (* 1950)
- Paul Drayton (* 1944)
- Rudolph Dunbar (1899–1988)
- Thomas Dunhill (1877–1946)
- John Dunstable (um 1390–1453)
- George Dyson (1883–1964)

## E
- Edward Elgar (1857–1934)
- Rosalind Ellicott (1857–1924)

## F
- David Fanshawe (1942–2010)
- Giles Farnaby (um 1563–1640)
- Eric Fenby (1906–1997)
- Brian Ferneyhough (* 1943)
- Gerald Finzi (1901–1956)
- Arthur Elwell Fisher (1848 – nach 1912)
- Graham Fitkin (* 1963)
- Eliza Flower (1803–1846)
- Cecil Forsyth (1870–1941)
- Christopher Fox (* 1955)
- Benjamin Frankel (1906–1973)
- Peter Racine Fricker (1920–1990)
- John Foulds (1880–1939)

## G
- Hans Gál (1890–1987)
- Henry Balfour Gardiner (1877–1950)
- William Gardiner (1770–1853)
- John Gardner (1917–2011)
- Sir Edward German (1862–1936)
- Orlando Gibbons (1583–1625)
- Cecil Armstrong Gibbs (1889–1960)
- Ruth Gipps (1921–1999)
- Andrew Glover (* 1962)
- Alexander Goehr (1932–2024)
- Jonathan Goldstein (1969–2019)
- Sir Eugène Aynsley Goossens (1893–1962)
- Steve Gray (1944–2008)
- Edward Gregson (* 1945)
- Ivor Gurney (1890–1937)

## H
- Patrick Hadley (1899–1973)
- Richard Hall (1903–1982)
- Iain Hamilton (1922–2000)
- Georg Friedrich Händel (1685–1759)
- Richard Harris (* 1968)
- Patrick Hawes (* 1958)
- Christopher Headington (1930–1996)
- Anthony Hedges (1931–2019)
- Victor Hely-Hutchinson (1901–1947)
- Alun Hoddinott (1929–2008)
- Joseph Holbrooke (1878–1958)
- Alfred Hollins (1865–1942)
- Robin Holloway (* 1943)
- Derek Holman (1931–2019)
- Gustav Holst (1874–1934)
- Imogen Holst (1907–1984)
- Bill Hopkins (1943–1981)
- David Horne (* 1970)
- John Hothby (≈1430–1487)
- Herbert Howells (1892–1983)
- Vic Hoyland (* 1945)
- William Hurlstone (1876–1906)

## I
- John Ireland (1879–1962)

## J
- Gordon Jacob (1895–1984)
- Rupert Jeffcoat (* 1970)
- John Jenkins (1592–1678)
- Karl Jenkins (* 1944)
- Patrick Jonathan (* 1959)
- Daniel Jones (1912–1993)
- Wilfred Josephs (1927–1997)
- John Joubert (1927–2019)

## K
- Minna Keal (1909–1999)
- Albert Ketèlbey (1875–1959)
- George Kiallmark (1781–1835)
- Oliver Knussen (1952–2018)

## L
- Constant Lambert (1905–1951)
- Frederic Lamond (1868–1948)
- Philip Lane (* 1950)
- Henry Lawes (1595–1662)
- William Lawes (1602–1645)
- Walter Leigh (1905–1942)
- Kenneth Leighton (1929–1988)
- Jeffrey Lewis (* 1942)
- Thomas Linley junior (1756–1778)
- Thomas Linley senior (1733–1795)
- George Lloyd (1913–1998)
- William Lloyd Webber (1914–1982)
- Elisabeth Lutyens (1906–1983)

## M
- Hamish MacCunn (1868–1916)
- Malcolm MacDonald (1916–1992)
- Sir Alexander Mackenzie (1847–1935)
- James MacMillan (* 1959)
- Dame Elizabeth Maconchy (1907–1994)
- Carlo Martelli (* 1935)
- Steve Martland (1954–2013)
- Benedict Mason (* 1954)
- William Mathias (1934–1992)
- Colin Matthews (* 1946)
- David Matthews (* 1943)
- Nicholas Maw (1935–2009)
- Billy Mayerl (1902–1959)
- Rita McAllister (* 1946)
- John McCabe (1939–2015)
- John Blackwood McEwen (1868–1948)
- William McGibbon (1690–1756)
- John McLeod (* 1934)
- Robin Milford (1903–1959)
- Ernest John Moeran (1894–1950)
- Ivan Moody (1964–2024)
- Thomas Morley (1557/58–1602)
- Dominic Muldowney (* 1952)
- Thea Musgrave (* 1928)

## N
- Patrick Nunn (* 1969)
- Michael Nyman (* 1944)

## O
- Buxton Orr (1924–1997)
- Robin Orr (1909–2006)

## P
- Andrzej Panufnik (1914–1991)
- Roxanna Panufnik (* 1968)
- Jim Parker (1934–2023)
- Hubert Parry (1848–1918)
- Paul Patterson (* 1947)
- Harry Parr-Davies (1914–1955)
- Ian Parrott (1916–2012)
- Michael Edward Parsons (* 1938)
- Anthony Payne (1936–2021)
- Martin Peerson (1571/73–1650/51)
- Peter Philips (1560/61–1628)
- John Plummer (≈1410–1486)
- Geoffrey Poole (* 1949)
- Cipriani Potter (1792–1871)
- Leonel Power (1370/85–1445)
- Gwyn Pritchard (* 1948)
- Alwynne Pritchard (* 1968)
- Henry Purcell (1659–1695)

## Q
- Roger Quilter (1877–1953)

## R
- Simon Rackham (* 1964)
- Alan Rawsthorne (1905–1971)
- Alan Ridout (1934–1996)
- Betty Roe (* 1930)
- Cyril Rootham (1875–1938)
- Edmund Rubbra (1901–1986)
- John Rutter (* 1945)

## S
- Leonard Salzedo (1921–2000)
- Rebecca Saunders (* 1967)
- Sinan Savaskan (* 1954)
- David Sawer (* 1961)
- Robert Saxton (* 1953)
- Cyril Scott (1879–1970)
- Francis George Scott (1880–1958)
- Marion Scott (1877–1953)
- Humphrey Searle (1915–1982)
- Mátyás Seiber (1905–1960)
- Martin Shaw (1875–1958)
- Hugh Shrapnel (* 1947)
- Obadiah Shuttleworth († 1734)
- Sasha Siem (* 1984)
- Robert Simpson (1921–1997)
- Howard Skempton (* 1947)
- William Smethergell (1751–1836)
- Reginald Smith Brindle (1917–2003)
- Alice Mary Smith (1839–1884)
- Dave Smith (* 1949)
- John Stafford Smith (1750–1836)
- Dame Ethel Smyth (1858–1944)
- Naresh Sohal (1939–2018)
- Sir Arthur Somervell (1863–1937)
- Philip Sparke (* 1951)
- Kaikhosru Shapurji Sorabji (1892–1988)
- Christopher Steel (1938–1991)
- Bernard Stevens (1916–1983)
- James Stevens (1923–2012)
- Ronald Stevenson (1928–2015)
- Haldane Stewart (1868–1942)
- Richard Stoker (1938–2021)
- Sir Arthur Sullivan (1842–1900)

## T
- Joby Talbot (* 1971)
- Thomas Tallis (um 1505–1585)
- Phyllis Tate (1911–1987)
- Sir John Tavener (1944–2013)
- John Taverner (um 1490–1545)
- Mansel Thomas (1909–1986)
- Sir Michael Tippett (1905–1998)
- Thomas Tomkins (1572–1656)
- Sir Paolo Tosti (1846–1916)
- Harold Truscott (1914–1992)
- Mark-Anthony Turnage (* 1960)
- Christopher Tye (um 1505 – um 1572)

## V
- Ralph Vaughan Williams (1872–1958)
- John Veale (1922–2006)
- Ian Venables (* 1955)

## W
- Julian Wagstaff (* 1970)
- William Wallace (1860–1940)
- Sir William Walton (1902–1983)
- John Ward (1571–1638)
- Peter Warlock (1894–1930)
- Thomas Weelkes (1576–1623)
- Douglas Weiland (* 1954)
- Judith Weir (* 1954)
- Samuel Wesley (1766–1837)
- Samuel Sebastian Wesley (1810–1876)
- John White (* 1936)
- Percy Whitlock (1903–1946)
- Grace Williams (1906–1977)
- James Wilson (1922–2005)
- Thomas Wilson (1927–2001)
- Beth Wiseman (1951–2007)
- Hugh Wood (1932–2021)
- William Wordsworth (1908–1988)
- David Wynne (1900–1983)